# Texas (banda)
Texas es un grupo de rock alternativo y pop originario de Glasgow (Escocia). Fundado en 1986 por los hermanos Johnny y Gerry McElhone, la cantante y guitarrista Sharleen Spiteri, el guitarrista Ally McErlain y el batería Stuart Keer debutaron en marzo de 1988 con un concierto en la Universidad de Dundee.A lo largo de su trayectoria han acreditado ventas superiores a 35 millones de discos.

## Biografía
El origen de Texas se encuentra en el impulso de Johnny McElhone, quien comenzó a articular la banda en torno a Sharleen Spiteri quien ya componía sus propias canciones, Gerry McElhone, que hacía las veces de representante, se encargó de introducir al grupo entre las productoras discográficas. Mientras preparaban su primera maqueta contactaron con Ally McErlaine para que se hiciera cargo de la guitarra y con Stuart Keer para la batería. El grupo tomó su nombre definitivo debido a la influencia que tuvo en ellos la banda sonora de la película Paris, Texas (1984), compuesta por Ry Cooder, dirigida por Wim Wenders.

"Si echo la vista atrás ha sido un camino difícil que una mujer lidere una banda durante 35 años. Ahora aprecio de verdad la fuerza y la determinación de los miembros masculinos de mi grupo por seguir adelante con una banda liderada por una mujer, porque probablemente hubieran recibido muchos más elogios y reconocimientos si hubiéramos sido una banda capitaneada por un hombre".
Sharleen Spiteri (Marca, 10 de enero de 2024) 

En 1988 debutaron y a partir de entonces no pararon de dar conciertos. Texas publicó su primer álbum, Southside, con el que obtuvieron un gran éxito de ventas. 
El segundo disco, titulado Mother's Heaven, fue mejor considerado pero el éxito no les sonrió como en la anterior ocasión.
Con el sabor agridulce de los resultados de Mother's Heaven, los Texas se pusieron a trabajar en un nuevo disco en 1992, Ricks Road, con el que volvieron a cosechar buenos resultados de ventas.
La discografía de Texas se completa con varios títulos más, como White on Blonde y The Hush.

## Integrantes
Los miembros de la banda son:
- Sharleen Spiteri, vocalista y guitarra
- Ally McErlaine, guitarra
- Johnny McElhone, bajo
- Eddie Campbell, teclado
- Mykie Wilson, batería

## Discografía
- Southside (1989) n.º 3 Reino Unido, n.º 23 España (1.000.000)
- Mothers Heaven (1991) n.º 32 Reino Unido, n.º 15 España (500.000)
- Ricks Road (1993) n.º 18 Reino Unido, n.º 17 España (500.000)
- White On Blonde (1997) n.º 1 Reino Unido, n.º 4 España (5.000.000)
- The Hush (1999) n.º 1 Reino Unido, n.º 5 España (4.000.000)
- The Greatest Hits (2000) n.º 1 Reino Unido, n.º 2 España (3.000.000)
- Careful What You Wish For (2003) n.º 5 Reino Unido, n.º 10 España (500.000)
- Red Book (2005) n.º 16 Reino Unido, n.º 27 España (100.000)
- The BBC Sessions (2007)
- The Conversation (2013)
- Jump on board (2017)
- Hi (2021)